# Herb Tomaszowa Lubelskiego
Herb Tomaszowa Lubelskiego – jeden z symboli miasta Tomaszów Lubelski w postaci herbu. Herb został zatwierdzony uchwałą Nr XXXII/252/2001 Rady Miasta Tomaszowa Lubelskiego z 26 marca 2001.

## Wygląd i symbolika
Herb stanowi w zielonym polu stojąca en face postać Świętego Tomasza Apostoła ubranego w białe szaty i czerwony płaszcz ze złotym nimbem, trzymającego w prawej dłoni włócznię. U stóp świętego widnieje herb Jelita: trzy skrzyżowane złote kopie na czerwonej tarczy herbowej.
Wizerunek świętego w herbie nawiązuje do nazwy miasta.